# Araecerus grisescens
Araecerus grisescens är en skalbaggsart som beskrevs av Schönherr i. l. Araecerus grisescens ingår i släktet Araecerus, och familjen plattnosbaggar. Arten förekommer tillfälligt i Sverige, men reproducerar sig inte.